# IC 414
IC 414 ist eine Spiralgalaxie vom Hubble-Typ S im Sternbild Orion am Nordsternhimmel. Sie ist schätzungsweise 196 Millionen Lichtjahre von der Milchstraße entfernt und hat einen Durchmesser von etwa 35.000 Lj.
Im selben Himmelsareal befinden sich unter anderem die Galaxien IC 409, IC 412, IC 413.
Das Objekt wurde am 8. November 1891 von dem US-amerikanischen Astronomen Sherburne Wesley Burnham entdeckt.